# Detlef Schäfer
Detlef Schäfer (* 23. Juli 1954) war Fußballspieler in der DDR-Oberliga, der höchsten Spielklasse des DDR-Fußball-Verbandes. Er spielte dort für die BSG Chemie Buna Schkopau.
Bevor Schäfer im Juli 1981 zum Oberligaaufsteiger BSG Chemie Buna Schkopau kam, hatte er bei den Junioren des Halleschen FC Chemie und bei der unterklassigen BSG HTB Halle gespielt. Im November 1979 wurde er zum einen 18-monatigen Militärdienst eingezogen und konnte in dieser Zeit bei der Armeesportgemeinschaft Vorwärts in Wolfen zunächst in der drittklassigen Bezirksliga Halle, nach dem Abstieg ab Sommer 1980 in der Bezirksklasse Fußball spielen.
Nach seiner Entlassung aus der Armee schloss er sich im Juli 1981 Oberligaaufsteiger BSG Chemie Buna Schkopau an. Ohne Anpassungsschwierigkeiten in der Oberliga spielte Schäfer von Saisonbeginn an als linker Verteidiger. Am 9. Spieltag erlitt er eine Verletzung, die ihn bis auf vier Kurzeinsätze bis zum Mai 1982 zum Pausieren zwang. Erst zu den letzten fünf Punktspielen kehrte er in die Abwehr der Schkopauer zurück. Insgesamt spielte er 18-mal in der Oberliga, zu einem Torerfolg reichte es nicht. Als Abwehrspieler Schäfer am 30. Oktober 1981 verletzt wurde, hatte Schkopau bereits 37 Gegentore kassiert, nach seinem letzten Oberligaspiel waren es 77, und Chemie Buna musste als schlechteste Mannschaft der Saison nach nur einem Jahr wieder aus der Oberliga absteigen.
Schäfer spielte noch einen Teil der Saison 1982/83 für Schkopau in der DDR-Liga, beendete aber noch vor Ende der Spielzeit seine Laufbahn als Leistungssportler.